# Avielochan
Avielochan (Schots-Gaelisch: Aghaidh an Lochain) is een dorp in de Schotse lieutenancy Inverness in het raadsgebied Highland ten noorden van Aviemore.
In de buurt van Avielochan ligt een ganggraf.